# Najeb Bouhbouh
Najeb Bouhbouh né en 1977 à Amsterdam (Pays-Bas) et mort assassiné le 18 octobre 2012 à Anvers (Belgique), est un criminel néerlandais opérant pour l'organisation Mocro Maffia de Gwenette Martha.
Trafiquant de drogue de grande envergure, il est le bras droit de Gwenette Martha. En février 2012, des membres des Turtles, proches de l'organisation de Martha, commettent un vol de 200 kilos de cocaïne au Port d'Anvers destinée à l'organisation de Houssine Ait Soussan. À la suite de ce vol, l'organisation de Ait Soussan promettent une guerre infinie à l'organisation de Martha. Le comptable du réseau de Martha, Redouan Boutaka est pour cette raison assassiné à Amsterdam. Najeb Bouhbouh prend l'initiative de régler le problème en acceptant une invitation de Chris Bouman (membre de la bande de Ait Soussan) à Anvers dans un hôtel. Lorsque Najeb Bouhbouh sort de l'hôtel, il est abattu par un tueur à gage.
La mort de Najeb Bouhbouh est un élément déclencheur de l'intensification des assassinats à travers la Mocro Maffia.

## Carrière criminelle
Najeb Bouhbouh naît à Amsterdam de parents marocains. Dans le début des années 2000, il deale de la drogue dans les quartiers d'Amsterdam-Oost et commets régulièrement des braquages avec Gwenette Martha. Il gravit rapidement les échelons avec Gwenette Martha, se lançant dans l'importation de cocaïne. En mars 2012, il devient bras droit dans le réseau de Gwenette Martha et débarque à Anvers en provenance d'Amsterdam. Il est envoyé dans la ville flamande pour jouer les médiateurs.

## Assassinat et enquêtes
Najeb Bouhbouh est abattu devant l'hôtel Crown Plaza à Anvers. Le criminel avait comme principal but de régler le problème entre le clan de Houssine Ait Soussan, The Turtles et Gwenette Martha.
Le 23 mai 2013, Chris Bouman, l'homme qui a invité Najeb Bouhbouh dans l'hôtel Crown Plaza à Anvers avant que celui-ci soit abattu, commet un suicide en prison.
En 2016, les autorités néerlandaises parviennent à déchiffrer des messages Pretty Good Privacy du smartphone de Souhail Laachir (assassiné en 2013, membre de la bande Ait Soussan), prouvant que Benaouf est le principal commanditaire de l'assassinat de Najeb Bouhbouh. Benaouf est pour cette raison condamné à une peine de seize ans de prison. Commanditaire de l'assassinat, les enquêtes déterminent le criminel Rida Bennajem (assassiné en 2013) comme tueur à gages passé à l'action.

### Dans la fiction
- Patser, long-métrage de Adil El Arbi et Bilall Fallah sorti en 2018 : l'acteur Ali B joue le rôle de Najeb Bouhbouh[10]
- Mocro Maffia, série télévisée néerlandaise créée par Achmed Akkabi et Thijs Römer en 2018 : l'acteur Nasrdin Dchar joue le rôle de Najeb Bouhbouh

### Documentaires et reportages
- [vidéo] OM eist 16 jaar cel voor Antwerpse moord Bouhbouh, AT5, 2014
- Documentaire De Jacht op de Mocro-Maffia, épisode 3, Videoland, 2020